# Église Saint-Ours de Bernex
Pour les articles homonymes, voir Saint-Ours et Bernex.
L'église Saint-Ours de Bernex est un édifice religieux catholique situé en Haute-Savoie, dans la commune de Bernex. L'église est dédiée à saint Ours d'Aoste.

## Historique
L'église primitive est citée dès le XIe siècle et était située sur un ancien site gallo-romain sur le lieu-dit Trossy (latin Troccius). Les premières mentions de l'ecclesia S. Ursi de Brenatis s'étalent de 1078 à 1120.
Entre 1078 et 1120, la moitié des revenus de l'église est donnée au prieuré Saint-Victor de Genève.
La nouvelle église, réalisée par l'architecte annécien, Eugène Dénarié, est construite entre 1847 et 1848. Celle-ci se compose d'une coupole sur plan en croix latine,.

## Description architecturale

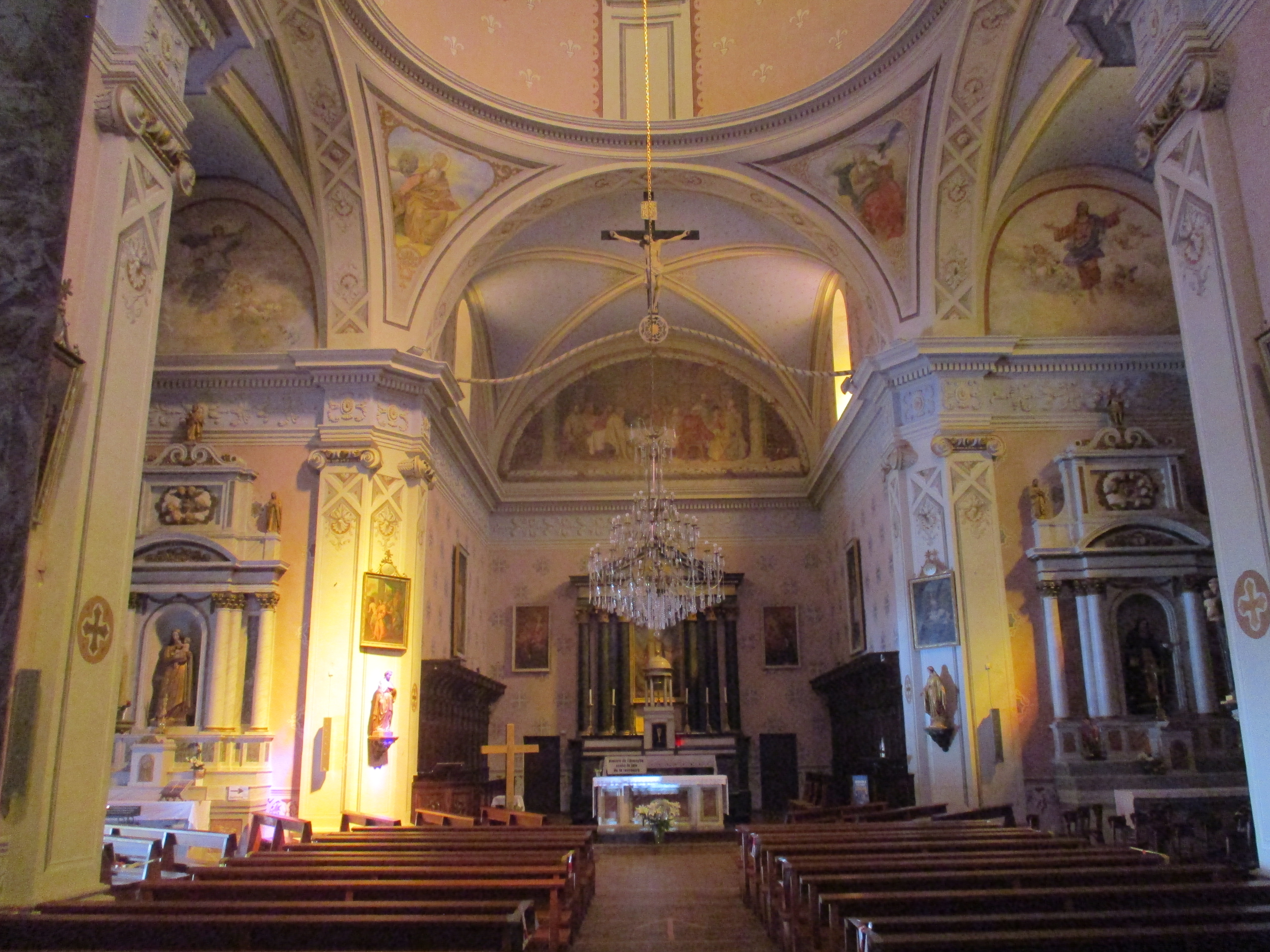
L'intérieur de l'église.

## Galerie

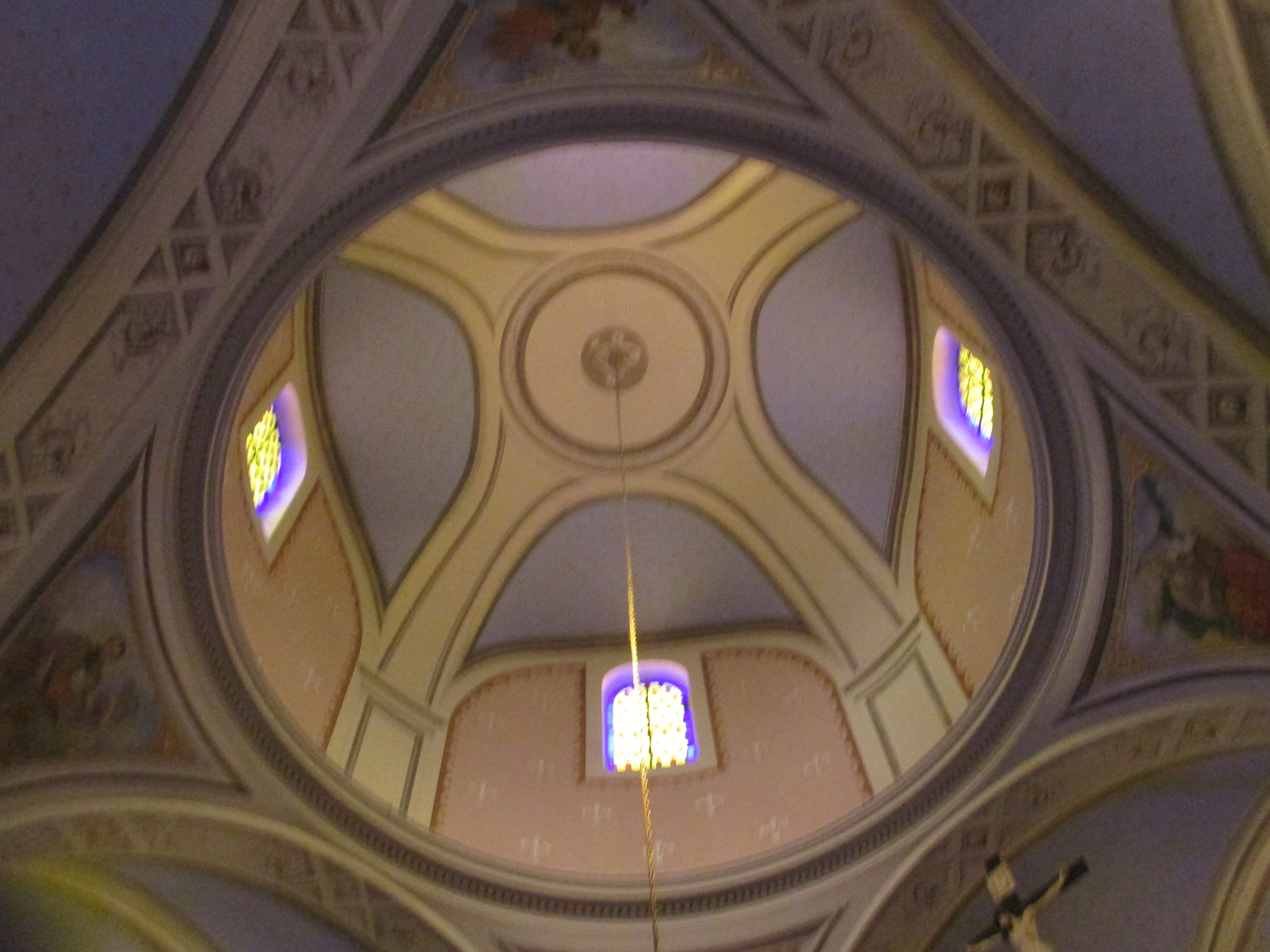
Le dôme.
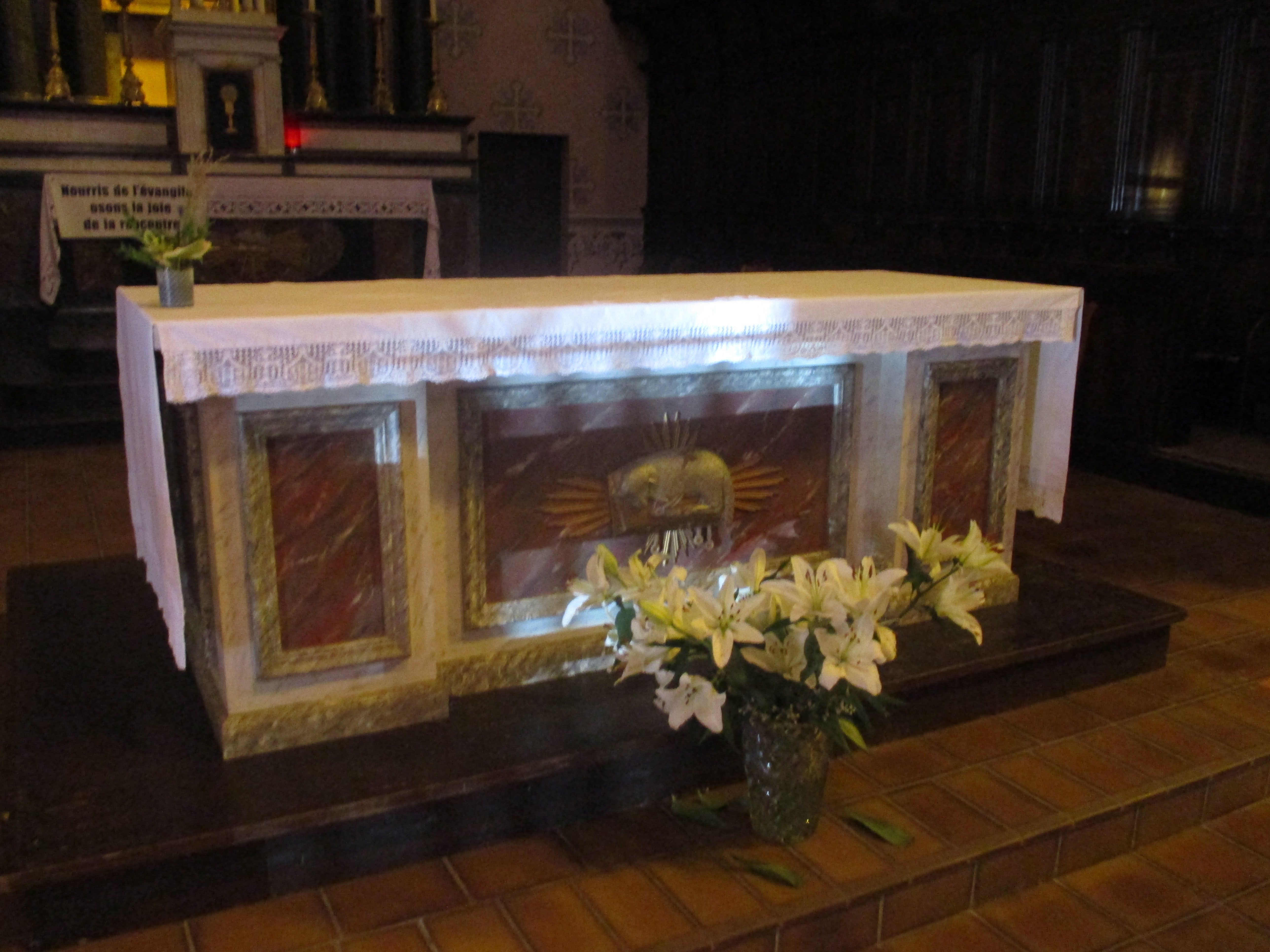
L'autel.
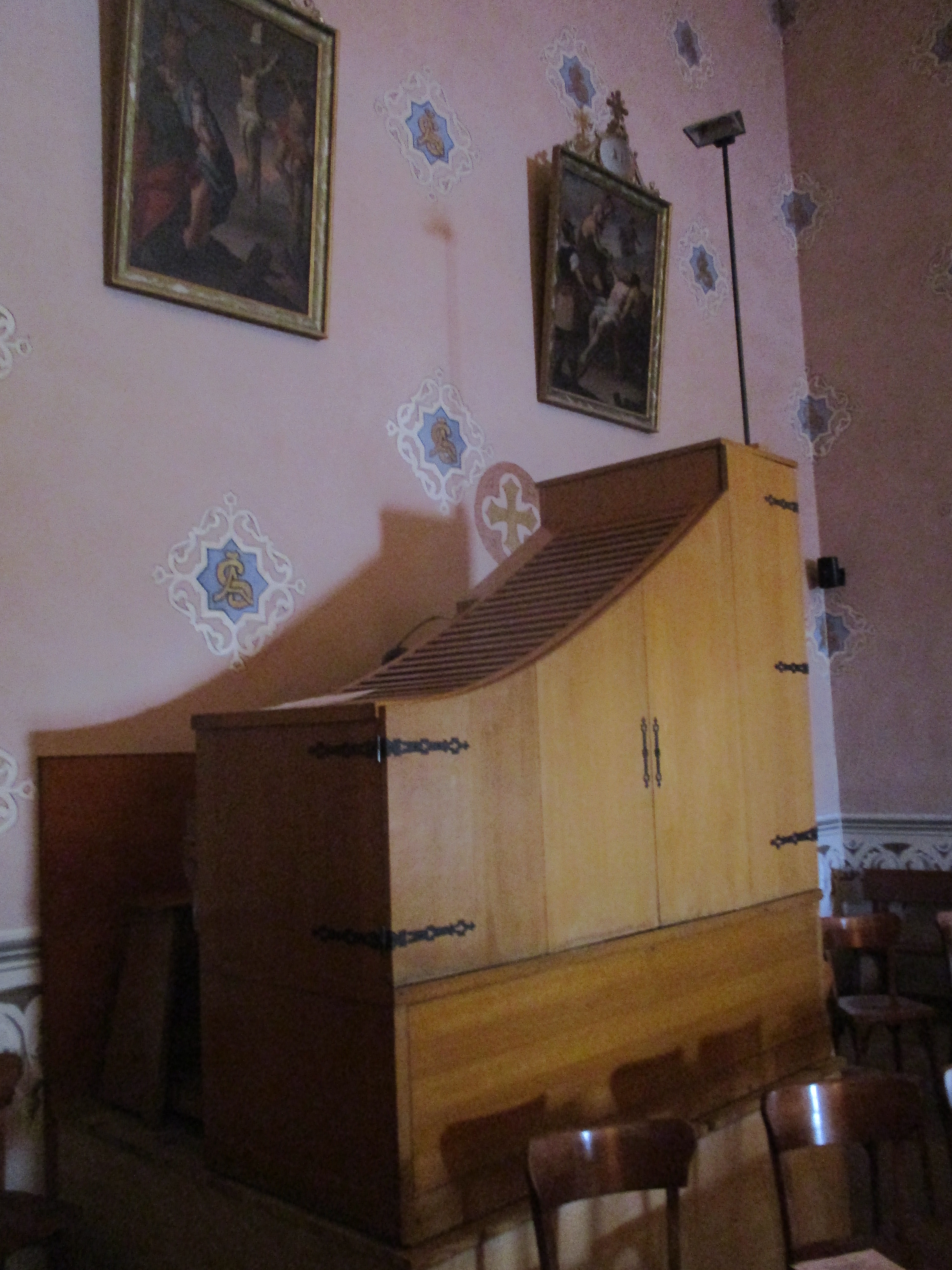
L'orgue.
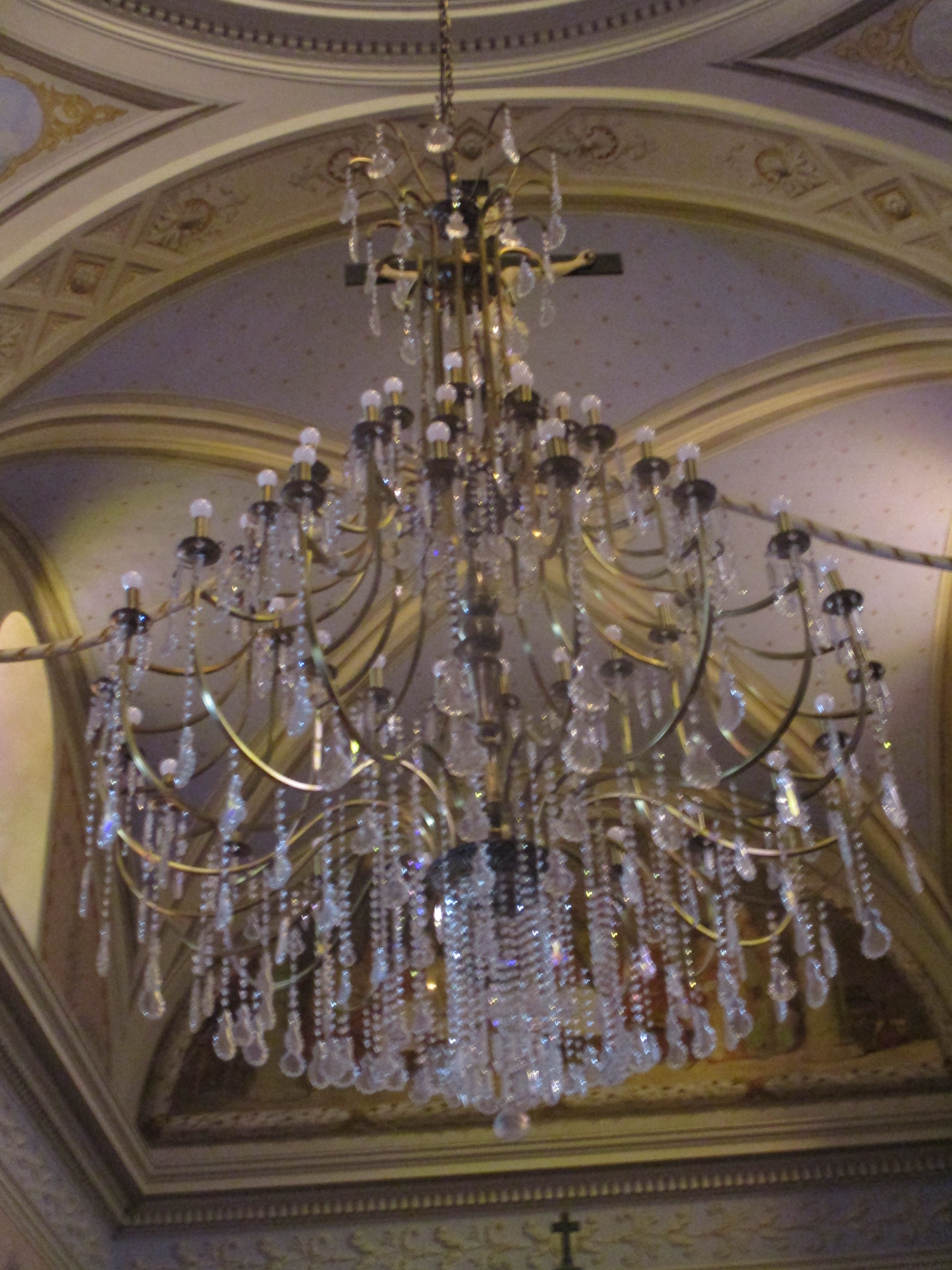
Le lustre.
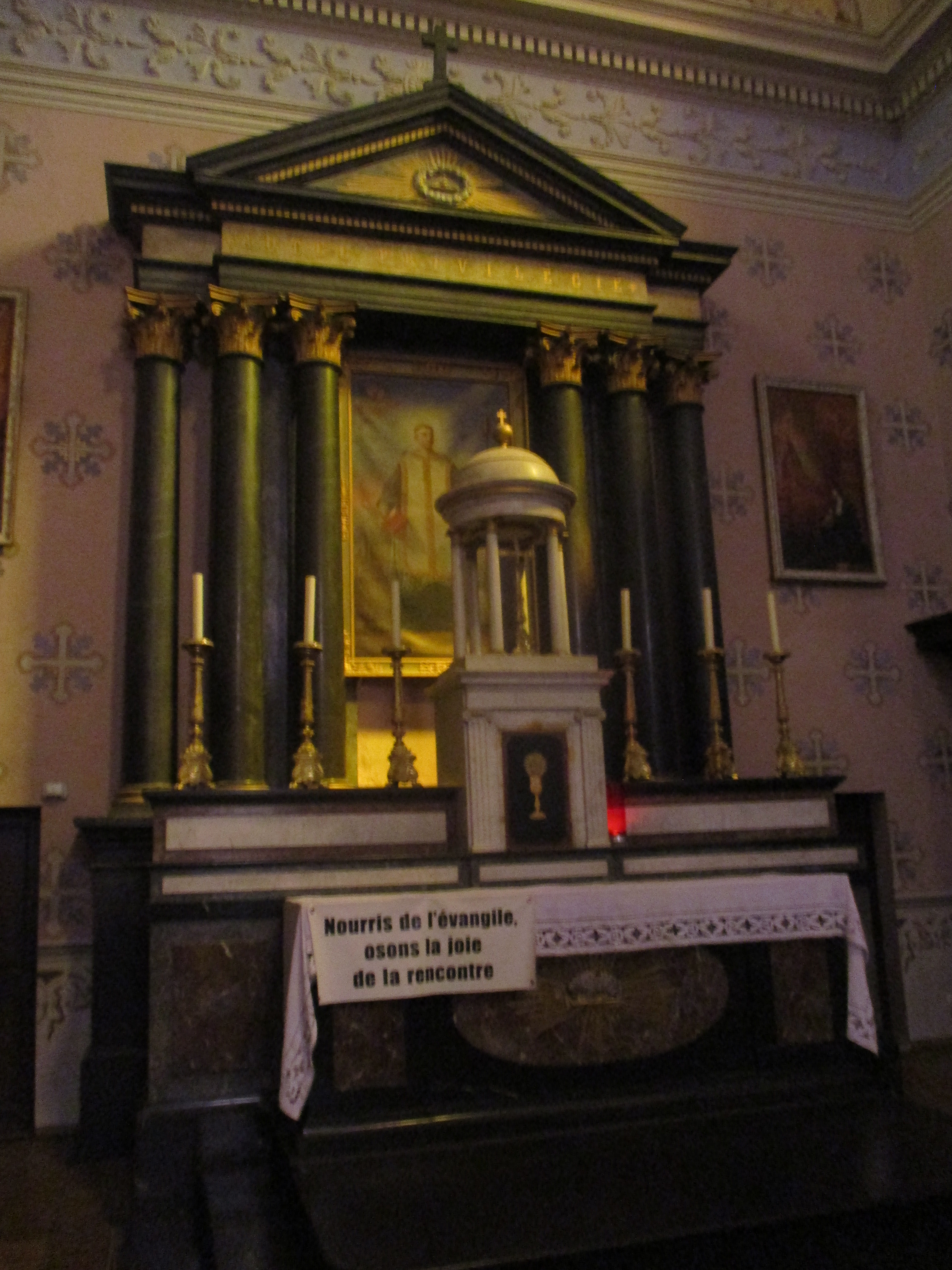
Le retable.
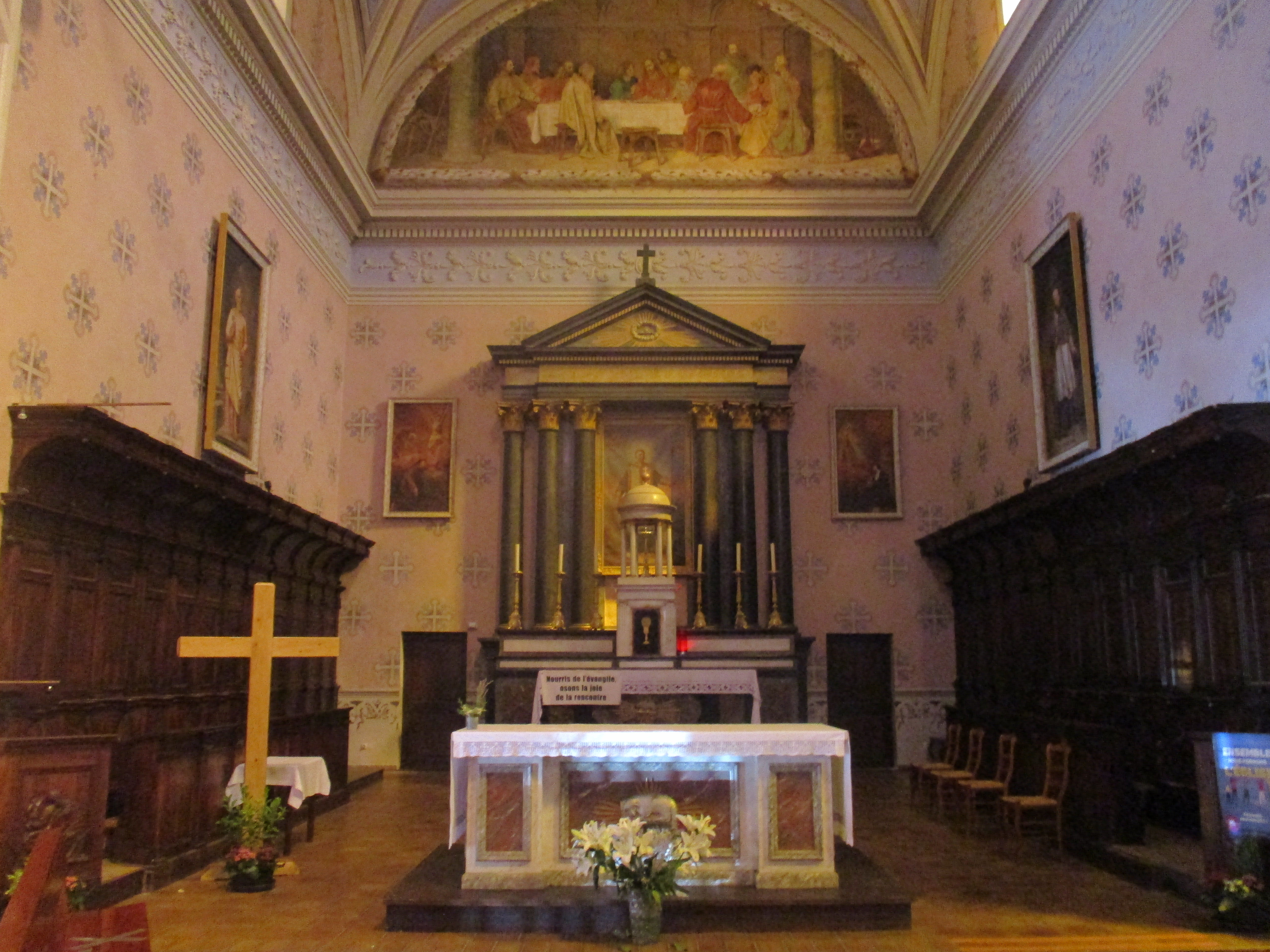
Le chœur.
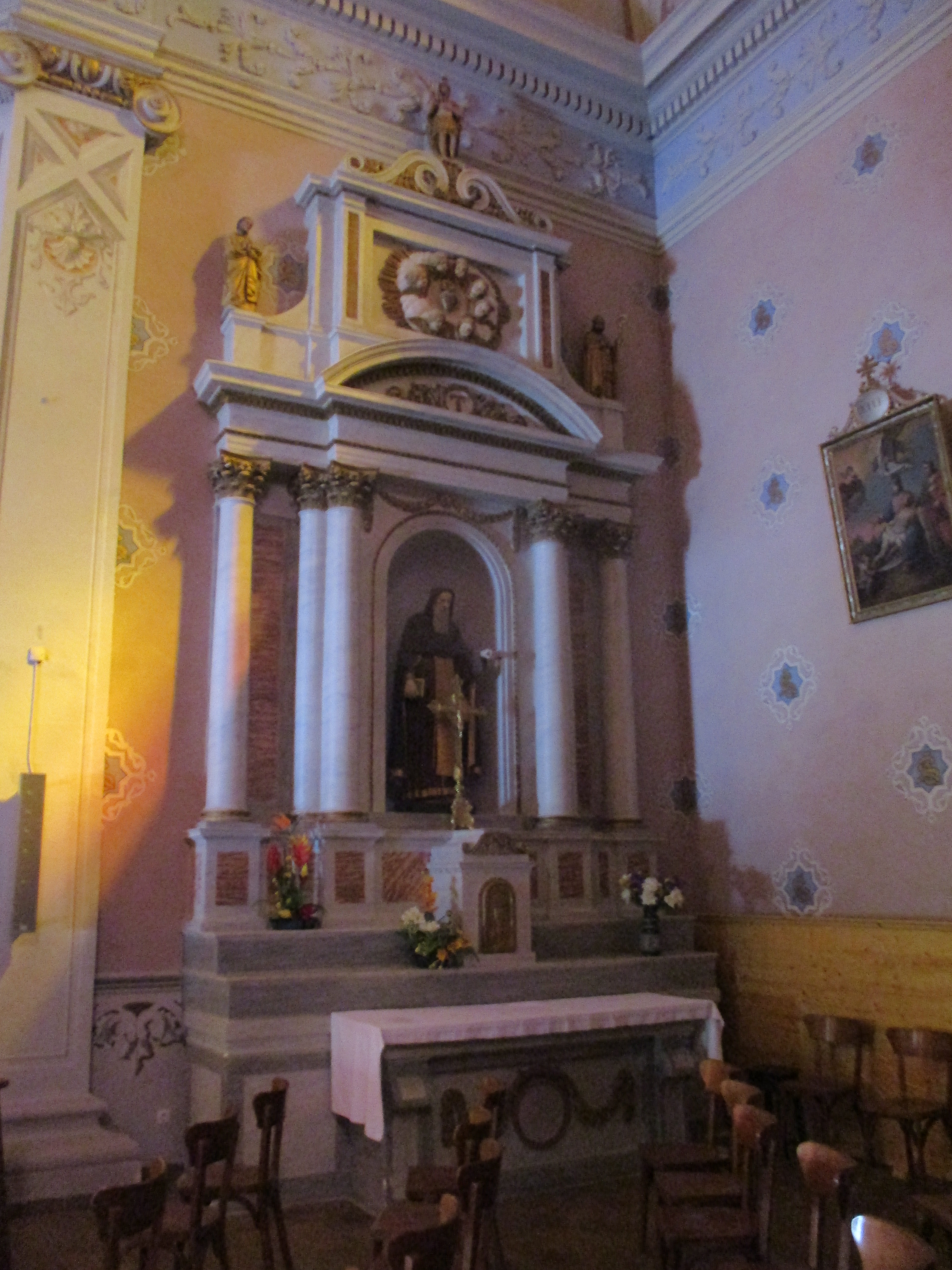
L'aile gauche.
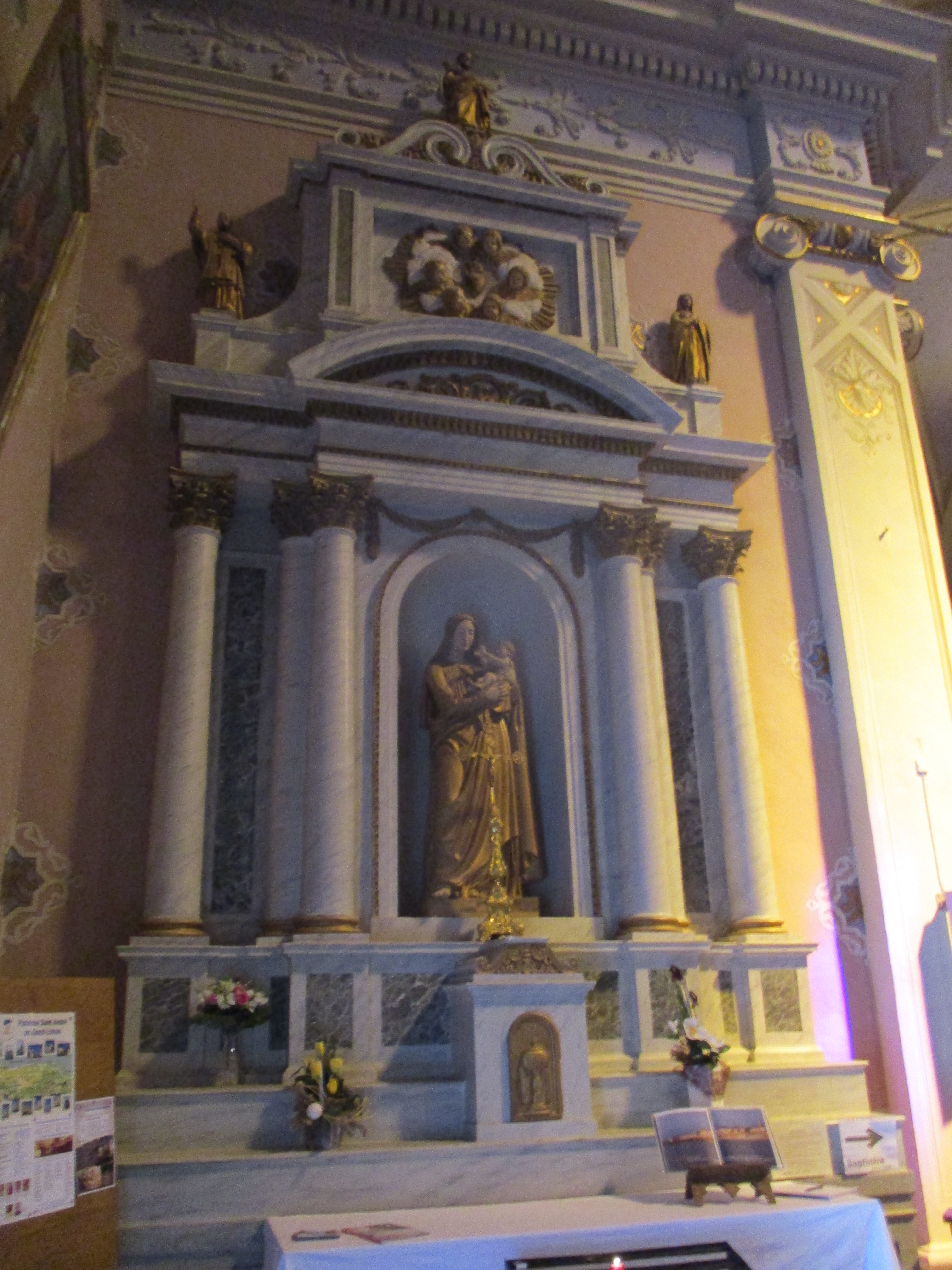
L'aile droite.

## Sources et références
1. ↑  Arnold van Gennep, La Savoie : vie quotidienne, fêtes profanes & religieuses, contes & légendes populaires, architecture & mobilier traditionnels, art populaire, 1991 (réimpr. Curandera), 653 p., p. 249. Il semble parfois avoir été confondu avec le Ours, saint martyr d'origine helvétique.
2. ↑  Henry Suter, « Bernex », Noms de lieux de Suisse romande, Savoie et environs, sur henrysuter.ch, Henry Suter, 2000-2009 (consulté en juillet 2014).
3. ↑  Acte publié entre 1078 et 1120 dans le Régeste genevois (1866) (REG 0/0/1/231).
4. ↑  Jean-Marie Mayeur, Christian Sorrel et Yves-Marie Hilaire, La Savoie, t. 8, Paris, Éditions Beauchesne, coll. Dictionnaire du monde religieux dans la France contemporaine, 1996, 2003, 441 p. (ISBN 978-2-7010-1330-5), p. 154.
5. 1 2  Henri Baud et Jean-Yves Mariotte, Histoire des communes savoyardes : Le Chablais, Éditions Horvath, 1980, 422 p. (ISBN 978-2-7171-0099-0), p. 201.
6. ↑  Paul Guichonnet, Nouvelle encyclopédie de la Haute-Savoie : Hier et aujourd'hui, Montmélian, La Fontaine de Siloé, 2007, 399 p. (ISBN 978-2-84206-374-0, lire en ligne), p. 363.